# 横纹长鳍天竺鲷
横纹长鳍天竺鲷（学名：Archamia dispilus）为天竺鲷科长鳍天竺鲷属的鱼类。分布于琉球群岛、菲律宾、新几内亚、台湾岛等。该物种的模式产地在台湾。